# SN 1998dq
SN 1998dq – supernowa typu Ia odkryta 23 sierpnia 1998 roku w galaktyce NGC 6754. W momencie odkrycia miała maksymalną jasność 14,30m.